# Fussballclub Aarau 1902
Il Fussballclub Aarau 1902 è una società calcistica svizzera con sede nell'omonima città di Aarau. La sua fondazione risale al 26 maggio 1902. Milita nella Challenge League, la seconda serie del campionato svizzero.

## Storia
La squadra è stata fondata il 26 maggio 1902 e vinse due campionati nazionali prima della Grande Guerra, nel 1911-1912 e nel 1913-1914. Fra le due guerre arrivò in finale della Coppa Svizzera (1929-1930), ma venne sconfitta.
Tornò ad alti livelli solo negli anni ottanta, con la vittoria nella Coppa di Lega nel 1981-1982 e nella coppa nazionale del 1984-1985. Il terzo titolo arrivò a quasi 80 anni di distanza dal primo, nella stagione 1992-1993. Nel 2008 il Consiglio comunale di Aarau ha votato il finanziamento per la costruzione di un nuovo stadio capace di rispondere alle esigenze della Swiss Football League.

## Colori e simboli

### Colori
Il colore della maglia dell'Aarau è il bianco, i calzoncini sono neri e i calzettoni sono bianchi.

### Simboli ufficiali

#### Stemma
Il simbolo dell'Aarau è composto da un'aquila nera su sfondo bianco con la scritta "FC Aarau" bianca su sfondo rosso.

## Strutture

### Stadio

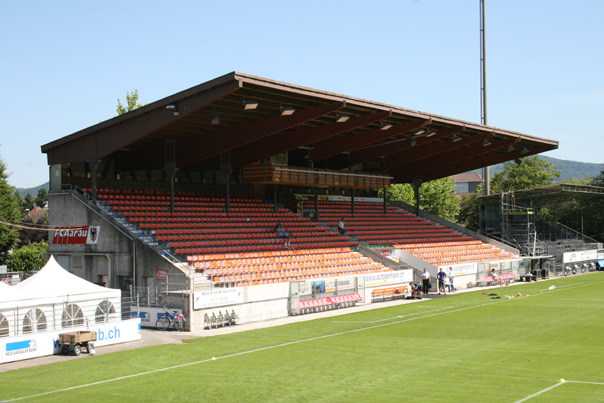
Lo Stadion Brügglifeld

Il FC Aarau gioca le partite casalinghe nello Stadion Brügglifeld. Costruito nel 1924, ha una capienza di 13 232 spettatori (1 532 seduti e 11 700 in piedi). Le dimensioni sono 100,2 m per 66,2 m.
L'Aaraugioca le partite casalinghe nel  Sportplatz Sternenfeld con capienza di 9400 posti..

### Centro di allenamento
Il FC Birsfelden svolge le sue sedute di allenamento nelle Installazioni sportive dello Stadion Brügglifeld.

## Allenatori e presidenti
| Allenatori - 1933-1934 Fritz Kerr - 1934-1935 Hammerlindl - 1934-1935 Josef Stocker - 1934-1935 Rudolf Kiss - 1935-1936 Karl Schrenk - 1936-1938 Bela Volentik - 1938-1939 A. Sutter - 1939-1939 Fritz Heine - 1939-1940 Fritz Kerr - 1940-1941 Fritz Heine - 1941-1942 Walter Suter - 1942-1943 Fritz Heine - 1943-1946 Franz Sobotka - 1946-1948 Emil Ludwig - 1948-1950 Richard Longrin - 1950-1951 H. Schneeberger - 1950-1951 Urs Weber - 1950-1951 Werner Schaer - 1951-1953 Walter Presch - 1953-1953 Otto Imhof - 1953-1954 Hermann Czischek - 1954-1955 Fritz Kerr - 1955-1956 Max Isler - 1956-1958 Armin Scheurer - 1958-1959 Willy Macho - 1959-1960 Otto Imhof (luglio-gennaio) - 1960-1962 Horst Schulz (gennaio-) - 1962-1962 Herbert Schauer - 1962-1965 Alfred "Coppi" Beck - 1965-1965 Herbert Schauer - 1965-1967 Ernst Bürgler - 1967-1970 Paul Stehrenberger - 1970-1972 Werner Olk - 1972-1973 Georges Sobotka - 1973-1975 Srdjan Cebinac (luglio-dicembre) - 1975-1977 René Tschui (dicembre-dicembre) - 1977-1982 Paul Stehrenberger - 1982-1982 Paul Stehrenberger e Paul Fischli (luglio-dicembre) - 1982-1984 Zvezdan Čebinac (dicembre-luglio) - 1984-1988 Ottmar Hitzfeld - 1988-1989 Hubert Kostka (luglio-gennaio) - 1989-1990 Wolfgang Frank (gennaio-luglio) - 1990-1991 Roger Wehrli - 1991-1992 Alfred Strasser - 1992-1995 Rolf Fringer - 1995-1998 Martin Trümpler (luglio-settembre) - 1998-1999 Alfred Strasser (settembre-marzo) - 1999-2000 Jochen Dries (marzo-maggio) - 2000-2002 Rolf Fringer (maggio-maggio) - 2002-2004 Alain Geiger (maggio-gennaio) - 2004-2004 Martin Rueda (gennaio-agosto) - 2004-2005 Andy Egli (agosto-dicembre) - 2005-2006 Alain Geiger (dicembre-maggio) - 2006-2006 Urs Schönenberger (maggio-ottobre) - 2006-2006 Ruedi Zahner (ottobre-dicembre) - 2007-2007 Ryszard Komornicki (gennaio-maggio) - 2007-2007 Gilbert Gress (maggio-giugno) - 2007-2009 Ryszard Komornicki (luglio–giugno) - 2009-2009 Jeff Saibene (giugno-ottobre) - 2009-2010 Martin Andermatt (ottobre-aprile) - 2010-2010 Ranko Jakovljevic(aprile-maggio) - 2010-2010 Alfred Strasser (maggio-maggio) - 2010-2011 Ranko Jakovljevic (giugno-aprile) - 2011-2014 René Weiler (aprile-giugno) - 2014-2015 Sven Christ (luglio-marzo) - 2015-2015 Raimondo Ponte (marzo-maggio) - 2015-2015 Livio Bordoli (giugno-ottobre) - 2015-2017 Marco Schällibaum (ottobre-giugno) - 2017-2018 Marinko Jurendic (giugno-marzo) - 2018-2018 Stephan Keller (marzo-?) - 2018-2020 Patrick Rahmen (maggio-giugno) - 2020-2022 Stephan Keller (luglio-novembre) - 2022-Boris Smiljanić (novembre-) | Presidenti |

## Palmarès

### Competizioni nazionali
- Campionato svizzero: 3

1911-1912, 1913-1914, 1992-1993
- Coppa di Lega svizzera: 1

1981-1982
- Coppa Svizzera: 1

1984-1985
- Campionato di Challenge League: 1

2012-2013
- Prima Lega: 1

1934-1935

### Competizioni giovanili
- Blue Stars/FIFA Youth Cup: 1

1943

### Altri piazzamenti
- Campionato svizzero:

Secondo posto: 1984-1985
Terzo posto: 1909-1910, 1912-1913, 1914-1915, 1987-1988
- Coppa Svizzera:

Finalista: 1929-1930, 1988-1989
Semifinalista: 1983-1984, 2004-2005, 2020-2021
- Challenge League:

Secondo posto: 1939-1940 (Terzo girone), 1940-1941 (girone centrale) 1943-1944 (gruppo est), 1980-1981, 2011-2012, 2024-2025
Terzo posto: 1933-1934 (girone est), 1937-1938 (girone ovest), 1944-1945, 1946-1947, 1967-1968
- Coppa dell'Amicizia:

Terzo posto: 1968

## Statistiche e record

### Statistiche nelle competizioni UEFA
Tabella aggiornata alla fine della stagione 2018-2019.
| Competizione                  | Partecipazioni | G  | V | N | P | RF | RS |
| ----------------------------- | -------------- | -- | - | - | - | -- | -- |
| UEFA Champions League         | 1              | 4  | 1 | 1 | 2 | 3  | 3  |
| Coppa delle Coppe             | 1              | 2  | 0 | 1 | 1 | 2  | 4  |
| Coppa UEFA/UEFA Europa League | 3              | 10 | 3 | 1 | 6 | 6  | 17 |
| Coppa Intertoto               | 2              | 9  | 2 | 4 | 3 | 15 | 14 |

## Organico

### Rosa 2025-2026
| N. |                       | Ruolo | Calciatore                |
| -- | --------------------- | ----- | ------------------------- |
| 1  | Svizzera (bandiera)   | P     | Marvin Hübel              |
| 2  | Svizzera (bandiera)   | D     | Marco Thaler              |
| 4  | Svizzera (bandiera)   | D     | Binjamin Hasani           |
| 5  | Ghana (bandiera)      | D     | David Acquah              |
| 6  | Svizzera (bandiera)   | C     | Izer Aliu                 |
| 7  | Egitto (bandiera)     | C     | Amr Khaled                |
| 8  | Svizzera (bandiera)   | D     | Olivier Jäckle (capitano) |
| 9  | Kosovo (bandiera)     | A     | Yannick Toure             |
| 10 | Svizzera (bandiera)   | C     | Valon Fazliu              |
| 11 | Kosovo (bandiera)     | C     | Milot Avdyli              |
| 13 | Portogallo (bandiera) | D     | Ivo Candé                 |
| 15 | Svizzera (bandiera)   | D     | Serge Müller              |
| 17 | Svizzera (bandiera)   | A     | Henri Koide               |
| 18 | Ghana (bandiera)      | C     | Daniel Afriyie            |
| 21 | Svizzera (bandiera)   | A     | Yannick Toure             |

| N. |                               | Ruolo | Calciatore        |
| -- | ----------------------------- | ----- | ----------------- |
| 22 | Svizzera (bandiera)           | D     | Lenny Janko       |
| 23 | Macedonia del Nord (bandiera) | D     | Nikola Gjorgjev   |
| 24 | Liberia (bandiera)            | A     | Emmanuel Ernest   |
| 25 | Svizzera (bandiera)           | C     | Dorian Derbaci    |
| 27 | Svizzera (bandiera)           | D     | Linus Obexer      |
| 29 | Svizzera (bandiera)           | D     | Marcin Dickenmann |
| 30 | Svizzera (bandiera)           | P     | Andreas Hirzel    |
| 31 | Paesi Bassi (bandiera)        | C     | Colin Odutayo     |
| 32 | Paraguay (bandiera)           | A     | Raúl Bobadilla    |
| 38 | Svizzera (bandiera)           | D     | Ryan Kessler      |
| 47 | Mali (bandiera)               | C     | Mamadou Fofana    |
| 49 | Svizzera (bandiera)           | C     | Esey Gebreyesus   |
| 77 | Ghana (bandiera)              | C     | Colin Hegner      |

#### Staff tecnico
- Allenatore:  Brunello Iacopetta
- Allenatore in seconda:  Porimet Lötscher
- Preparatore dei portieri:  Flamur Tahiraj
- Preparatore atletico:  Norbert Fischer
- Preparatore tattico:  Petăr Aleksandrov